# 헌종 (고려)
헌종(獻宗, 1084년 8월 7일 (음력 6월 27일), 율리우스력 8월 1일 ~ 1097년 4월 10일 (윤2월 19일), 율리우스력 4월 4일)은 고려의 제14대 국왕(재위: 1094년 6월 23일 (음력 5월 2일), 율리우스력 6월 17일 ~ 1095년 11월 12일(음력 10월 7일), 율리우스력 11월 6일)이다.
휘는 욱(昱), 묘호는 헌종(獻宗), 시호는 공상정비대왕(恭殤定比大王), 능호는 은릉(隱陵)이다. 선종(宣宗)과 사숙태후(思肅太后) 이씨(李氏)의 맏아들이다. 신병으로 숙부 계림공(숙종)에게 왕위를 선위하고 2년 뒤에 사망하였다.

## 생애
1084년(선종 1년), 개경 연화궁에서 선종과 왕비 사숙왕후 이씨의 아들로 태어났다. 1088년(선종 5년), 왕욱(王昱)이라는 이름을 하사받고 은그릇과 필단(匹段), 옷감과 곡식, 말의 안장과 고삐, 노비 등을 하사받았다.
1093년(선종 10년) 3월, 태자로 책봉되어 수춘궁에 기거하였으며 다음해에 선종이 붕어하자 즉위하였다. 나이가 어리고 소갈증으로 매우 병약하여 어머니인 사숙태후가 수렴청정하였다.
1095년(헌종 1년) 이자의(李資義)가 한산후 윤을 옹립하려고 했으나 숙부인 계림공 왕희(숙종)에 의해 진압되었다. 같은 해 10월 교서를 내려 숙부인 계림공에게 선위하였다.
1097년(숙종 2년) 개경 흥상궁에서 14세의 나이로 승하하였다. 능은 성동의 은릉(隱陵)이나 현재 위치는 알 수 없고 개성 동쪽에 위치하였을 것으로 추정하고 있다. 첫 시호는 회상(懷殤)이었다.
1105년(예종 즉위년) 헌종(獻宗)의 묘호가 올려지고 시호는 공상(恭殤)으로 개정되었다.

## 가족 관계
| 1084년 8월 7일 (음력 6월 27일) 고려 개경 연화궁 | 1097년 4월 10일 (음력 윤2월 19일) (12세) 고려 개경 흥성궁 |

|    |                                               | 생몰년          | 부모                                  | 비고        |
| -- | --------------------------------------------- | --------------- | ------------------------------------- | ----------- |
| 부 | 선종 宣宗                                     | 1049년 - 1094년 | 문종 文宗 인예태후 이씨 仁睿太后 李氏 | 제13대 국왕 |
| 모 | 사숙왕후 이씨 思肅王后 李氏 사숙태후 思肅太后 | 미상 - 1107년   | 이석 李碩 미상                        |             |

## 같이 보기
- 고려
- 한국의 역사